# Navaridas
Navaridas és un municipi d'Àlaba, de la Quadrilla de Laguardia-Rioja Alabesa. El 2023 tenia 198 habitants.